# Inhaftierung von Donald Klein
Die Inhaftierung von Donald Klein im Iran dauerte mehr als 15 Monate. Der deutsche Steinmetz war Ende 2005 beim Hochseeangeln in Haft geraten und kam nach langwierigen Verhandlungen erst im März 2007 frei.
Der aus dem pfälzischen Lambsheim stammende Klein war gemeinsam mit dem Franzosen Stephane Lherbier am 29. November 2005 beim Hochsee-Angeln vor der Küste des militärischen Sperrgebiets Abu Mussa festgenommen worden. Wegen illegalen Eindringens in iranische Hoheitsgewässer wurden beide zu 18 Monaten Haft verurteilt. Das Urteil wurde in einer Revision bestätigt. Bei den Prozessen vertrat ihn der ehemalige Bensheimer Bundestagsabgeordnete Klaus Kübler als Anwalt.
Im Dezember 2006 richtete Bundespräsident Horst Köhler ein Gnadengesuch an den obersten iranischen Führer Ajatollah Seyyed Alī Chāmene'ī.
Doch während der Mitgefangene Lherbier am 25. Februar 2007 vorzeitig freigelassen wurde, drohte Klein ein weiterer Prozess wegen mutmaßlicher Spionage. Erst nach einem Besuch des ehemaligen Bundesaußenministers Hans-Dietrich Genscher Anfang März in Teheran wurde Klein am 12. März 2007 vorzeitig aus der Haft entlassen.
Der Fall Klein belastete die außenpolitischen Beziehungen zur Bundesrepublik erheblich. Die Unnachgiebigkeit der iranischen Regierung sowie die Umstände der Verurteilung und Freilassung wurden allgemein als Hinweis darauf gedeutet, dass Donald Klein ein Faustpfand für den in Deutschland inhaftierten Mykonos-Attentäter Kazem Darabi darstellte. Auf dessen vorzeitige Freilassung hatten iranische Unterhändler zunehmend deutlich verwiesen, nachdem es bereits zuvor hieß, „Verhandlungen müssten ‚beidseitig zu humanitären Verbesserungen‘ führen.“ Zwar hatte der rheinland-pfälzische Ministerpräsident Kurt Beck noch im März betont, dass es für Donald Kleins Freilassung keine Gegenleistungen gegeben habe. Ein halbes Jahr später kam Darabi jedoch tatsächlich frei.
Donald Klein verstarb am 2. Februar 2013 im Alter von 59 Jahren aufgrund eines Krebsleidens.